# Serie D 2020-2021
La Serie D 2020-2021 è stata la 73ª edizione del massimo campionato dilettantistico, quarto livello della piramide calcistica italiana. Esso è gestito per la 40ª volta dalla Lega Nazionale Dilettanti. La regular season è iniziata il 27 settembre 2020 ed è terminata il 3 luglio 2021.

## Stagione

### Novità
Come nella stagione precedente, sono 166 le squadre partecipanti, ossia 4 in sovrannumero rispetto all'organico standard di 162. Le aventi diritto all'iscrizione erano 165 a causa della mancata disputa, nella precedente stagione, dei playoff interregionali di Eccellenza e della fase nazionale della Coppa Italia di Serie D, che avevano determinato una promozione in meno dai campionati regionali. Le mancate iscrizioni di Cattolica S.M., Vigor Carpaneto, Savona e Sondrio, unitamente alla riammissione in Serie C delle retrocesse Giana Erminio e Ravenna e alla promozione in Serie C del Legnago in sostituzione del rinunciatario Campodarsego, avrebbero consentito il riassorbimento delle 3 squadre ancora eccedenti; tuttavia si sono dovute ammettere in sovrannumero in un primo momento il Campodarsego e successivamente il Siena (in sostituzione delle società originarie escluse dalla Serie C). In entrambi i casi, per evitare gironi con un numero dispari di squadre, si è proceduto ad un ripescaggio aggiuntivo, pervenendo in questo modo a 4 squadre in sovrannumero anziché solo 2. Dalla Serie C 2019-2020 sono retrocesse Pianese, Gozzano, Arzignano Valchiampo, Rimini, Rende, Rieti e AZ Picerno (quest'ultima per illecito sportivo, consentendo al Bisceglie di salvarsi). Le società ripescate in Serie D sono state complessivamente 6: le retrocesse Vado, Sammaurese, Nardò e FC Francavilla, nonché Corticella e Sinalunghese provenienti dall'Eccellenza. Inoltre il Bitonto, piazzatosi momentaneamente al primo posto in classifica del girone H della Serie D 2019-2020 al momento della sospensione del torneo dovuta alla pandemia di COVID-19, viene promosso d'ufficio in Serie C per decisione federale ma a causa di una combine con l'AZ Picerno risalente al campionato di Serie D 2018-2019, al club vengono inflitti cinque punti di penalizzazione, con conseguente revoca della promozione con sentenza di primo grado della giustizia sportiva, provvedimento successivamente confermato dalla sentenza della Commissione d'appello federale, che pochi giorni dopo decreta l'ammissione del Foggia in sua sostituzione, giunto al secondo posto in classifica nel medesimo girone.
Di seguito le fusioni e le variazioni di denominazione sociale significative: 
- Il neopromosso Busto 81 si fonde con il Città di Varese e ne acquisisce la denominazione
- Il neopromosso Telgate si fonde con l'Atletico Chiuduno Grumellese dando vita al Real Calepina
- L'Albalonga si fonde con il Cynthia dando vita al Cynthialbalonga
- Il neopromosso Tre Pini Matese cambia denominazione in Real Agro Aversa

### Formula
Le 166 squadre sono state suddivise in nove gironi all'italiana, dei quali sette gironi (B, D, E, F, G, H e I) da 18 club ciascuno e due (A e C) da 20 club ciascuno, organizzati secondo criteri di vicinanza geografica. Il campionato prevede un turno d'andata e uno di ritorno, con promozione diretta in Serie C 2021-2022 per la vincente di ogni girone.
Per quanto riguarda le retrocessioni, sebbene il format originale prevedesse la disputa dei play-out, a seguito della riformulazione dei campionati di Eccellenza e la relativa diminuzione delle squadre promosse alla prossima Serie D, la Federazione ha deciso di annullare i play-out, facendo così retrocedere solamente le ultime due squadre di ogni girone.

## Squadre partecipanti
Di seguito la composizione dei gironi comunicata dalla LND.

### Girone A
- Arconatese
- Borgosesia
- Bra
- Caronnese
- Casale
- Castellanzese
- Chieri
- Città di Varese
- Derthona
- Folgore Caratese
- Fossano
- Gozzano
- Imperia
- Lavagnese
- Legnano
- PDHAE
- Saluzzo
- Sanremese
- Sestri Levante
- Vado

### Girone B
- Breno
- Brusaporto
- Caravaggio
- Casatese
- Crema
- Desenzano Calvina[4]
- Fanfulla
- NibionnOggiono
- Ponte San Pietro
- Real Calepina
- Scanzorosciate
- Seregno
- Sona
- Franciacorta
- Tritium
- Villa Valle
- Virtus CiseranoBergamo
- Vis Nova Giussano

### Girone C
- Adriese
- Ambrosiana
- Arzignano Valchiampo
- Belluno
- Caldiero
- Campodarsego
- Cartigliano
- Chions
- Cjarlins Muzane
- Delta Porto Tolle
- Este
- Luparense
- Manzanese
- Mestre
- Montebelluna
- Trento
- Union Clodiense CS
- Union Feltre
- Union S. Giorgio Sedico
- Virtus Bolzano

### Girone D
- Aglianese
- Bagnolese
- Correggese
- Corticella
- Fiorenzuola
- Forlì
- Ghivizzano
- Lentigione
- Marignanese Cattolica
- Mezzolara
- Prato
- Pro Livorno Sorgenti
- Progresso
- Real Forte Querceta
- Rimini
- Sammaurese
- Sasso Marconi[5]
- Seravezza

### Girone E
- Cannara
- Flaminia CivitaCastellana
- Foligno
- Follonica Gavorrano
- Grassina
- Lornano Badesse
- Montespaccato
- Montevarchi
- Ostia Mare
- Pianese
- San Donato Tavarnelle
- Sangiovannese
- Scandicci
- Siena
- Sinalunghese
- Tiferno Lerchi
- Trastevere
- Trestina

### Girone F
- Aprilia
- Atletico Terme Fiuggi
- Campobasso
- Castelfidardo
- Castelnuovo Vomano
- Cynthialbalonga
- Giulianova
- Matese[6]
- Montegiorgio
- Olympia Agnonese
- Pineto
- Porto Sant'Elpidio
- Recanatese
- Rieti
- S.N. Notaresco
- Tolentino
- Pro Vasto
- Vastogirardi

### Girone G
- Afragolese
- Arzachena
- Carbonia
- Cassino
- Giugliano
- Gladiator
- Insieme Formia[7]
- Lanusei
- Latina
- Latte Dolce
- Monterosi
- Muravera
- Nocerina
- Nola
- Savoia
- Team Nuova Florida
- Torres
- Vis Artena

### Girone H
- AZ Picerno
- Bitonto
- Brindisi
- Casarano
- Audace Cerignola
- Fasano
- Fidelis Andria
- FC Francavilla
- Gravina
- Lavello
- Molfetta Calcio
- Nardò
- Portici
- Puteolana
- Real Agro Aversa
- Sorrento
- Taranto
- Team Altamura

### Girone I
- Acireale
- Biancavilla
- Castrovillari
- Cittanovese
- Dattilo Noir
- FC Messina
- Gelbison
- Licata
- Marina di Ragusa
- Messina
- Paternò
- Rende
- Roccella
- Rotonda
- San Luca
- Sant'Agata
- Santa Maria Cilento
- Troina

## Poule Scudetto
Al termine della stagione regolare, viste le molteplici soste per riallineare i calendari a seguito della pandemia di COVID-19 e visti i tempi ristretti per la conclusione della stagione sportiva, la poule scudetto è stata prima rimodulata (prevedendo un torneo a eliminazione diretta tra le migliori 8 vincitrici di girone) e poi annullata. Per il secondo anno consecutivo quindi non è stato assegnato il titolo italiano dilettanti.